# Fontanka
Fontanka (russisk: Фонтанка; tr. Fontánka) er en kanaliseret flodarm, der løber gennem den centrale del af byen Sankt Petersborg i Rusland.
Fontanka er en del af Neva-flodens delta og omkranser den centrale del af Sankt Petersborgs historiske bycentrum. Den er 6,7 km lang og løber fra Nevaen ved Sommerhaven, krydser hovedgaden Nevskij Prospekt til den flyder ud i Neva-floden igen ved Gutujevskij-øen.
Indtil midten af 1700-tallet udgjorde Fontanka Sankt Petersborgs sydgrænse, og langs med Fontanka ligger mange af det russiske aristokratis tidligere adelspalæer. I alt 15 broer fører over Fontanka-floden, hvoraf mange har historisk, arkitektonisk og kunstnerisk interesse.